# Slaget vid Mysunde (1848)
Slaget vid Mysunde var ett slag som stod den 23 april 1848 mellan danska och slesvig-holsteinska trupper, vid byn Mysunde i Holstein. Slaget var en del av det slesvig-holsteinska kriget och utkämpades samma dag som en större drabbning vid staden Slesvig och slutade likt denna med tysk seger. Motgångarna tvingade danskarna att överge Danevirke och dra sig tillbaka norrut.